# Цветана фон Хартенау
Графиня Вѐра-Цвета̀на Мария Тереза фон Ха̀ртенау е дъщеря на абдикиралия български княз Александър I Батенберг и австрийската актриса Йохана Лойзингер. Родена е през 1893 г. в Грац и почива на 24 ноември 1935 г. в Оберстдорф, Германия. Нейният брат е Крум-Асен, граф фон Хартенау.
Понеже баща им встъпва в брак с обикновена жена (без благородническо потекло), семейството престава да носи името фон Батенберг и приема титлата граф фон Хартенау, която е приета като фамилно име и от потомството на Александър Батенберг.
Вера-Цветана се омъжва за д-р Шарл Еркюл Боасеван през 1924 г. Двамата нямат деца. Тя е погребана в гробището „Свети Леонхард“ в Грац, Австрия, където по-късно е положено и тялото на майка ѝ.